# Яньаньский университет
Яньаньский университет (延安大学, сокращённо 延大) — университет в городе Яньань провинции Шэньси в Китае. Учит специалистов в области гуманитарных и естественных наук, готовит инженеров, администраторов, учителей, медицинских специалистов. Известен как первый университет, учреждённый коммунистическим правительством Китая. Многие его направления и факультеты были в дальнейшем переведены в Пекин.

## История
Университет был открыт Мао Цзэдуном в 1941 году на основе объединения Шанбэйской всеобщей школы, Китайского женского университета, Школы молодых кадров Цзэдуна, Янаньской школы естественных наук, Школы национальностей, Школы администрирования Пограничного района Шаньганьнин и Кадровой школы Синьвэньцзи. Если отсчитывать историю университета от Шанбэйской всеобщей школы, то его история началась в 1937 году.

## Администрация и факультеты
Университет совместно управляется администрацией провинции Шэньси и министерством образования КНР. на 2009 год в университете 17 факультетов (школ):
- Медицинский
- Китайского языка
- Литературы и СМИ
- Политики и юриспруденции
- Иностранных языков
- Экономики и менеджмента
- Гуманитарных и общественных наук
- Физики и электронной инженерии
- Искусств имени Лу Синя
- Physical Education
- Математики и программирования
- Химии и химиоинженерии
- Life Science
- Педагогики
- Энергетической и природоохранной инженерии
- Повышения квалификации
- Прикладных технологий
- Колледж инноваций, независимое отделение в Сиане